# Severin Noriški
Sveti Severin, svetnik, * ok. 410, Rimsko cesarstvo, † 482, Norik.
Sveti Severin, apostol Norika, je zavetnik tkalcev platna, viničarjev in jetnikov; goduje 8. oz. 19. januarja.